# Тамайо-и-Баус, Мануэль
Мануэль Тамайо-и-Баус (исп. Manuel Tamayo y Baus; 15 сентября 1829, Мадрид — 20 июня 1898, Мадрид) — испанский драматург. Член королевской академии испанского языка (с 1858).

## Биография
Родился в семье, связанной с театром, его мать была выдающейся испанской актрисой. Отсюда его пристрастие к сцене и знакомство с нею. Обучался в Институте Сан-Исидро. Был директором национальной библиотеки.
Старался стоять вне политики, в то время поглощавшей лучшие испанские силы. В период напряженной борьбы консерваторов с либералами (Славная революция (Испания)) М. Тамайо-и-Баус, находясь на рубеже нескольких литературных школ: романтической, классической французской и испанской Золотого века, связывал свою судьбу с феодально-церковными кругами, несмотря на теоретические симпатии к позициям французской реалистической школы.

## Творчество
Его первые пьесы — подражание Шиллеру и немецким романтикам. Позже — подражал Расину и Альфиери.
Выступил с романтическими историческими драмами «Жанна д'Арк» (1847, вольная обработка «Орлеанской девы» Ф. Шиллера), «5 августа» (1849), «Виргиния» (1853), «Приключения Ришельё», «Андрено». Вдохновленный примером А. Дюма-отца обрабатывал сюжеты из национальной истории и добивался успеха постановками «Знатной женщины» (La rica hembra, 1854) и «Сумасшествия от любви» (Locura de amor, 1855).
Принципы реалистической драмы М. Тамайо-и-Бауса изложил в речи «Об истине как источнике красоты в драматической литературе» (1859).
Опубликовал реалистическую психологическую драму на исторический сюжет «Сумасшествие от любви» (1855, рус. пер. 1875), пьесы о современных нравах «Снежный ком» (1856), «Дело чести» (1863), психологическую пьесу из времён У. Шекспира «Новая драма» (1867, рус. пер. 1919) и др. В комедии «Порядочные люди» (1870) с консервативных позиций подверг критике буржуазную действительность.
Последний период его драматического творчества отмечен влиянием Шекспира, Лопе де Вега и Кальдерона. Особенный успех имела трагедия его «Виргилия».
Шедевром М. Тамайо-и-Бауса считается «Новая драма» — прекрасно задуманное и выполненное произведение, дышащее чувством и правдивостью. Пьеса пользовалась в Испании грандиозным успехом. После пьесы «Los hombres de bien», католической по духу и вызвавшей неудовольствие критики и публики, драматург прекратил творческую деятельность.